# Jerome M. Eisenberg
Jerome Martin Eisenberg (* 6. Juli 1930 in Philadelphia; † 6. Juli 2022 in New York) war ein US-amerikanischer Antikenhändler. Er war Besitzer und Leiter der 1942 ins Leben gerufenen Royal-Athena Galleries in New York, die am 31. Oktober 2020 geschlossen wurde.

## Leben und Wirken
Die Eltern von Eisenberg hatten eine Privatschule in Boston. In einem Interview in der Riehener Zeitung (2015) berichtete Eisenberg, dass er schon 1942 damit begann, als damals Elfjähriger, zusammen mit seinem Vater mit antiken Münzen zu handeln. Mit dem Ende seines Schulbesuchs nahm er in Boston ein Studium der Geologie auf. Im Jahre 1951 stieg er in sein eigenes Geschäft in Boston mit dem Münzhandel ein, das er 1954 auf den Handel mit Antiquitäten ausweitete. Im Jahre 1951, nachdem Eisenberg die United States Army verlassen hatte, eröffnete er ein Geschäft in New York.
Eisenberg studierte angeblich bei dem tschechischen Archäologen Jiří Frel (1923–2006), Professor an der Karls-Universität in Prag und in Princeton. Vermutlich errang er seinen Doktortitel (Ph.D.) in dessen Themenbereich, d. h. in Archäologie und antiker Kunstgeschichte, zumal er zu Themen der antiken Numismatik und Archäologie publiziert hat. Es ist jedoch keine Dissertation nachweisbar.
Seit dem Jahre 1990 war er Herausgeber der archäologischen Zeitschrift Minerva. The International Review of Ancient Art and Archaeology. Als Chefredakteur der Zeitschrift wirkte er bis 2009. 
Er wurde 1952 zum Fellow der Royal Numismatic Society gewählt, 1965 wieder abgewählt und 1985 erneut ernannt. Seit dem Jahre 1955 ist er Förderer der American Numismatic Society, deren Mitglied er 1998 wurde, und seit 1960 Mitglied des Archaeological Institute of America. Im Jahre 1966 wurde er zum Fellow auf Lebenszeit des Metropolitan Museum of Art. Im Jahre 1996 lehrte er als Gastprofessor am Institut für Klassische Archäologie der Universität Leipzig.
Im Jahre 2007 hielt er auf dem Symposium „The Future of the Global Past“ an der Yale University einen Vortrag über Perspectives on the Antiquities Trade and the Collector: Past, Present, and Future.
Im Juni 2012 wurde Eisenberg vom Präsidenten der Italienischen Republik der Ordine della Stella della Solidarietà Italiana verliehen. Er wurde damit für seine zahlreichen Veröffentlichungen zur etruskischen und römischen Kunst im Dienste des Ansehen Italiens geehrt.
Er ist Gründungsmitglied der International Association of Dealers in Ancient Art (IADAA). Die IADAA wurde im Jahre 1993 mitbegründet und vertritt als Organisation die international führenden Händler von klassischer, ägyptischer und vorderasiatischer Kunst der Antike.
Eisenberg setzte sich für einen verantwortlichen Kauf und Verkauf von antiker Kunst ein. Im Jahre 1993 hielt er anlässlich einer UNIDROIT Tagung hierüber einen Vortrag.
Er starb an seinem Geburtstag 2022 im Alter von 92 Jahren in einem Krankenhaus in Manhattan an den Folgen einer Lungenentzündung.

## Jerome M. Eisenberg und angebliche Fälschungen
Einen Beitrag in der wissenschaftlichen Diskussion der bronzezeitlichen (minoischen) Archäologie leistete Jerome M. Eisenberg mit einem Aufsatz zur Echtheit des Diskos von Phaistos. So fand er angeblich Hinweise dafür, dass Luigi Pernier den Schweizer Künstler und Restaurator Emile Gilliéron, der bei der Ausgrabung des Palastes von Knossos zusammen mit Arthur Evans wirkte, beauftragt habe, auch den Diskos zu fälschen. So sind die Ergebnisse der Arbeiten von Emile Gilliéron und seinem Sohn Emile (1885–1939) oft „künstlerisch sehr frei“ bzw. werden von einigen Spezialisten auch als reine Kunstfälschungen betrachtet. Ihre Arbeit orientierte sich nicht am archäologischen Standard auch zu jener Zeit; manches (wie eben der ‚Diskos von Phaistos‘ oder die ‚Schlangengöttin von Knossos‘) steht sogar im Verdacht, eine reine Fälschung zu sein.

## Publikationen (Auswahl)
- The Phaistos Disk: A One Hundred-Year-Old Hoax? In: Minerva. International Review of Ancient Art & Archaeology. Band 19, Nummer 4, 2008, S. 9–24 (PDF auf utexas.edu)
- Art of the ancient world. Royal-Athena Galleries, New York 1965
- Catalog of Luristan bronzes and early Islamic pottery. Royal-Athena Galleries, New York 1965
- A Guide to Modern Foreign Coins. Published by Royal Coin Co. Inc, New York  1958
- Mythologies of the Classical World and Ancient Egypt, with Glossaries, Chronologies, and Themes for Collecting. Published by Royal-Athena Galleries, New York  2006
- A Guide to Roman Imperial Coins. Published by Royal Coin Company, 1959
- Gods and mortals: bronzes of the ancient world from Italy to Iran. Royal-Athena Galleries, New York, N.Y. 1989
- Ancient Egyptian mining & Metallurgy. In: Minerva 7, Nr. 4 (Jul/Aug 1996) S. 59 f.
- News from Egypt. In: Minerva 7, Nr. 6 (Nov/Dec 1996) S. 2–3.
- Conference on Secondary School Earth Science Education to be held in Boston, March 17–18. 1 March 1950. In: School Science and Mathematics, Volume 50, Issue 3, March 1950, S. 186